# Anthurium parambae
Anthurium parambae là một loài thực vật]] thuộc họ Araceae. Đây là loài đặc hữu của Ecuador. Chúng hiện đang bị đe dọa vì mất môi trường sống.